# Tina Barney
Tina Barney (* 27. Oktober 1945, New York City) ist eine US-amerikanische Fotografin. Sie ist vor allem mit ihren großformatigen Porträts der gut situierten Bevölkerung New Yorks und Neuenglands bekannt geworden.

## Leben
Barney stammt aus einer wohlhabenden jüdischen Familie und wuchs an der amerikanischen Ostküste auf. In den 1960er Jahren studierte sie Kunstgeschichte, volontierte in der Fotoabteilung des Museum of Modern Art, bereiste zu Studienzwecken ein Jahr lang Italien und begann mit dem Aufbau einer eigenen Kunstsammlung, die auch Fotografien umfasste. Anfang der 1970er zog Barney mit ihrem Mann und den beiden Söhnen von New York nach Sun Valley in Idaho. Aus Heimweh belegte sie im Sun Valley Center for the Arts and Humanities Fotokurse, das dort Gelernte wandte sie während der Sommerurlaube der Familie an der Ostküste Neuenglands vor allem auf Rhode Island an. Sie dokumentierte dort mittels Kleinbildfotografie die Menschen und Situationen, die ihr bereits seit ihrer Kindheit vertraut waren. Insbesondere die Rituale des Familienlebens erkundete sie vertieft in ihrer Arbeit.
1981 wechselte sie zur großformatigen Fotografie, für sie üblich wurden 120 × 150 Zentimeter, auf die sie die Fotos aufzog. Durch das aufwendige Equipment entstand eine neue Herangehensweise, Menschen stellten in den Bildern zunehmend ihr eigenes Verhalten nach, posierten als sie selbst. Über zwanzig Jahre hinweg begleitete Barney so fotografisch ihre Freunde und Familienmitglieder. 1983 stellte sie nicht nur erstmals eines dieser Bilder im Museum of Modern Art aus, das Museum kaufte ihr Bild auch an. Unmittelbar danach zerbrach ihre Ehe und ihr Mann ließ sich von ihr scheiden.
1988 und erneut 1994 führte sie Regie bei Filmen über die Fotografen Horst P. Horst und Jan Groover. 1996 beendete sie ihr Langzeitprojekt der Familien- und Freundesfotografie, das sie im Fotoband Photographs: Theater of Manners zum Abschluss brachte. Anschließend ging sie nach Europa, wo sie von 1996 bis 2004 ein Projekt realisierte, bei dem sie jeweils eine Freundin bzw. einen Freund zusammen mit einem „Freundesfreund“ abbildete, die Ergebnisse veröffentlichte sie in dem Band The Europeans. In dieser Zeit wurde sie begleitet von einem Filmteam, die eine Dokumentation ihres Arbeitens erstellten, der 2005 unter dem Titel Tina Barney: Social Studies erschien. Während dieser Ära begann sie ebenfalls mit Auftragsarbeiten für Modemagazine und Designer und nahm Aufträge für Porträts an, 2010 veröffentlichte sie Arbeiten daraus in The Players.

## Werk
Barneys Werk ist gekennzeichnet durch ihre enge Verbundenheit mit ihren Sujets, demonstrativ taucht sie in einigen der Bilder selbst auf, „Ich will zeigen, dass diese Bilder und diese Leute Teil meines Lebens sind. Ich gehöre zu ihnen.“ Durch die Inszenierung für das Großformat entsteht zugleich eine ausgleichende Distanz, die dem Betrachter einen Einblick in die Brüche und Abgründe der Porträtierten erlaubt. Großen Erfolg hatte sie 2005 mit der Fotoserie The Europeans. Barney dokumentiert damit den Wunsch nach Repräsentation und die üppige Selbstinszenierung der europäischen Oberschicht, die sich in prächtigen Interieurs und einer geradezu barocken körperlichen Haltung äußert. Die Porträtierten sind reiche Erben, der Blick der US-Fotografin arbeitet präzise die engen Traditionslinien heraus.
Barney ist Teil der weißen Oberschicht und gehört einer exklusiven Klasse an. Die Teilhabe daran im Verbund mit der Langfristigkeit ihrer Projekte ermöglicht ihr regelrechte Sozialstudien in einem Milieu, das sonst für externe Betrachter unzugänglich bleibt. Sie ist deshalb auch mit einer Anthropologin verglichen worden. Thomas Machoczek versteht sie als Gegenpol zu Nan Goldin und ihren Porträts der Unterschicht. Sie selbst gibt als Einflüsse Gemälde des Intimismus von Édouard Vuillard und Pierre Bonnard an.
Barneys Arbeiten befinden sich in renommierten Sammlungen wie dem Museum of Contemporary Photography, Chicago, dem Museum of Modern Art, New York, dem George Eastman House, Rochester, dem Museum of Fine Arts, Houston sowie dem Museum Folkwang in Essen. Sie wurde lange vertreten durch Janet Borden, heute durch die Gallery 339. Barney wurde ausgezeichnet mit dem John Simon Guggenheim Memorial Foundation Award und dem Lucie Award.

### Veröffentlichungen
- Friends and Relations: Photographers at Work, 1991
- Swimming, 1995
- Photographs. Theater of Manners, 1997
- Family Portraits, 2002
  - deutsch: Fotografien von Familie, Sitte und Norm, Scala, Zürich/Berlin/Mailand 1997, ISBN 3-931141-68-3. deutsch und englisch
- The Europeans, 2005
- Players. Steidl, Göttingen 2011, ISBN 978-3-86521-995-4. englisch

### Filme
- Horst, 1988
- Jan Groover: Tilting at Space, 1994, zusammen mit Mark Trottenberg

### Ausstellungen
- 2024/25:  „Family ties“, Jeu de Paume, Paris
- 2012: „Small Towns“, Janet Borden, Inc. NYC
- 2012: „The Europeans“, Haggerty Museum of Art, Milwaukee, WI
- 2010: „Players“, Janet Borden, Inc. NYC
- 2006: „click doubleclick das dokumentarische Moment“, Haus der Kunst, München[8][9]
- 2005: „The Europeans“, Barbican Art Gallery, London
- 2003: „Les Européens“, Les Rencontres d’Arles, France.